# تناسب الكثافة
يشير مصطلح تناسب الكثافة (بالإنجليزية: Baricity)‏ إلى كثافة مادةٍ ما مقارنة مع كثافة السائل الدماغي الشوكي البشري. تناسب الكثافة يستخدم في التخدير لتحديد الطريقة التي ينتشر بها دواء معين في الفضاء داخل القراب.
المحاليل التي يقترب تناسب كثافتها من 1.000 يشار إليها مساوي الضغط، كثافة السائل النخاعي تقريبا 1.0003(+/-0.0003). المحلول الذي تناسب كثافته أقل من 0.999 يسمى ناقص الضغطية، وعادة ما يتم إنشاؤه بواسطة خلط مخدر موضعي مع الماء المقطر. بينما يتم إنشاء محاليل الضغط العالي بواسطة خلط ديكستروز 5-8% مع المخدر الموضعي المطلوب.
سوف تتدفق المحاليل ناقصة الضغط في اتجاه الجاذبية وتستقر في أكثر المناطق اعتمادًا على الفضاء داخل القراب. على العكس، سوف يرتفع الخليط ناقص الضغطية حسب سحب الجاذبية. تسمح هذه الخصائص لمزود التخدير بالتحكم بشكل تفضيلي في انتشار الكتلة باختيار الخليط ووضع المريض.